# Pedro Andrés Morales Flores
Pedro Andrés Morales Flores (* 25. Mai 1985 in Hualpén, Región del Bío-Bío) ist ein ehemaliger chilenischer Fußballer.

## Karriere
Morales begann 2004 als Profifußballer bei CD Huachipato in Chile, wo er sich schnell einem der wichtigsten Spieler der Mannschaft etablieren konnte. 2007 wechselte er zu CF Universidad de Chile und war in der Clausura 2007 mit 13 Toren er zweiterfolgreichste Torschütze.
Am 11. Juni 2008 unterzeichnete Morales einen Fünfjahresvertrag bei Dinamo Zagreb. Auch hier konnte er sich zu einem Führungsspieler entwickeln. 2012 wurde er an Universidad de Chile verliehen, da er verletzungsbedingte Formprobleme hatte. Bei den Chilenen spielte er seine stärkste Saison und gewann die Apentura 2012. Nach seiner Rückkehr wurde er an den spanischen Erstligisten FC Málaga verliehen, wo er im Juni 2013 einen Zweijahresvertrag unterzeichnete.
Am 5. März 2014 kaufte das kanadische Major League Soccer-Franchise Morales für 300.000 Euro. Morales wurde als Designated Player verpflichtet, sodass die in der Liga gültige Gehaltsobergrenze für Morales ausgesetzt wurde. Gleich in seiner ersten Saison erzielte er 10 Tore in 34 Spielen und wurde mit dem MLS Newcomer of the Year Award ausgezeichnet. 2017 kehrte er in sein Heimatland zurück, wo er bis 2019 spielte.

## Nationalmannschaft
Mit der U-20 Nationalmannschaft von Chile nahm Morales 2005 an der Junioren-Fußballweltmeisterschaft in den Niederlanden teil.
2008 war er Teil der U-23 Nationalmannschaft bei dem Turnier von Toulon.
Im Januar 2008 wurde er für die Freundschaftsspiele gegen Südkorea und Japan eingeladen. Er gab sein Debüt im Spiel gegen die Südkoreaner. Am 5. Mai 2010 erzielte er im Spiel gegen Trinidad und Tobago sein erstes Tor.